# Lemna gibba
La lenticchia d'acqua spugnosa (Lemna gibba L., 1753) è una pianta acquatica della famiglia delle Aracee.

## Descrizione

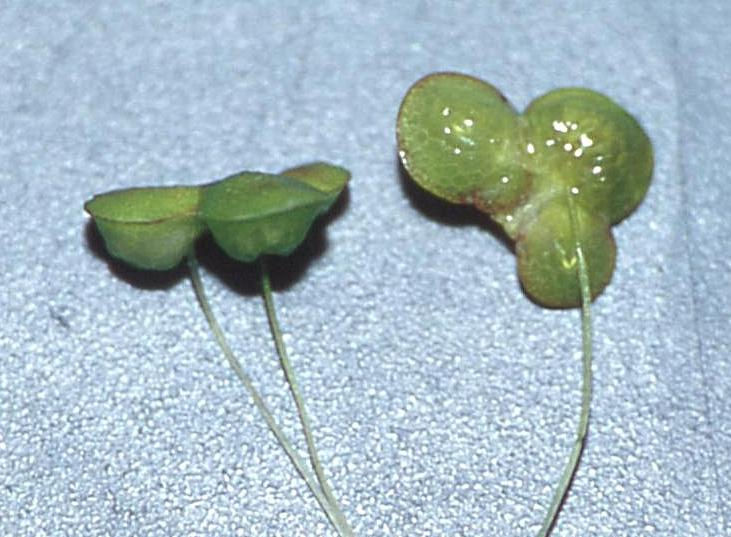

È una specie idrofita natante dotata di una corta radice non ancorata al substrato, con foglie ovali, larghe 2–3 mm, di colore verde pisello, con pagina inferiore spugnosa.

Fiorisce raramente e si riproduce prevalentemente per moltiplicazione vegetativa, formando fitte colonie che arrivano a ricoprire interamente la superficie degli specchi d'acqua.

## Distribuzione e habitat
È una pianta a distribuzione pressoché cosmopolita, ampiamente diffusa nelle aree a clima temperato di Europa, Africa, Asia, Nord America e Sud America; assente in Oceania.
Cresce in acque stagnanti o con debole corrente; tollera un discreto grado di eutrofizzazione.

## Usi
I tassi di crescita della Lemna gibba sono utilizzati per valutare la tossicità dei prodotti chimici in ecotossicologia.